# 中川瑞貴
中川 瑞貴（なかがわ みずき）は、日本のソフトテニス選手。ワタキューセイモア所属。
ポジションは後衛、森原可奈とのペアで2016アジア選手権ダブルスに優勝。

## 来歴
富山県立高岡西高等学校出身

## 四大国際大会戦績
- 2016アジアソフトテニス選手権　ダブルス金メダル（中川瑞貴・森原可奈）　ミックスダブルスベスト8（中川瑞貴・長江光一）　国別対抗団体戦金メダル

## 主な戦績
- 2022皇后杯全日本ソフトテニス選手権大会優勝（中川瑞貴・石井友梨）